# Hradec-Nová Ves
Hradec-Nová Ves település Csehországban, a Jeseníki járásban. Hradec-Nová Ves Písečná, Velké Kunětice, Mikulovice és Supíkovice településekkel határos. Lakosainak száma 395 fő (2024. január 1.).

## Népesség
A település lakosságának változását az alábbi diagram mutatja:
| Lakosok száma | 690  | 768  | 753  | 549  | 336  | 305  | 397  | 410  | 373  | 395  |
|               | 1869 | 1890 | 1921 | 1950 | 1980 | 2001 | 2017 | 2019 | 2022 | 2024 |